# Parafia Matki Bożej Różańcowej w Paszczynie
Parafia Matki Bożej Różańcowej w Paszczynie – parafia rzymskokatolicka, znajdująca się w diecezji tarnowskiej, w dekanacie Pustków-Osiedle.

## O parafii
Parafia w Paszczynie została erygowana przez bp. tarnowskiego Józefa Życińskiego 29 czerwca 1992 r. 
Kościół parafialny jest murowany, jednonawowy, zbudowany w latach 19884–1986. Pełnił rolę kaplicy dojazdowej parafii Lubzina. 12 października 1986 r. bp Józef Gucwa wmurował kamień węgielny pochodzący z bazyliki św. Piotra w Rzymie i poświęcił świątynię.

## Proboszczowie
- ks Stanisław Łącz (1998–2024)[3]
- ks. Marian Seruś (od 2024)[4]